# Quinagolide
Quinagolide (nella fase sperimentale conosciuta anche con la sigla CV 205-502) è una molecola ergotaminica non derivata dalla segale cornuta, che agisce come un agonista selettivo del recettore D2 della dopamina e trova impiego nel trattamento di soggetti che presentano alti livelli di prolattina.

## Stereochimica
Quinagolide è un racemo dei due enantiomeri seguenti:
| Enantiomeri di Quinagolide | Enantiomeri di Quinagolide |
| -------------------------- | -------------------------- |
| CAS-Nummer: 140630-79-1    | CAS-Nummer: 140630-80-4    |

## Farmacodinamica
È noto che la secrezione di prolattina da parte dell'ipofisi anteriore è inibita dalla dopamina. Quinagolide ed altri farmaci agonisti della dopamina vengono quindi utilizzati per il trattamento dell'iperprolattinemia, una condizione che riconosce diverse cause possibili tra cui i prolattinomi (tumori benigni della ghiandola pituitaria).
Le concentrazioni di prolattina in risposta all'assunzione della molecola iniziano a ridursi nel giro di due ore e permangono soppresse per circa 24 ore.
In uno studio effettuato su 40 pazienti trattati per un periodo medio di 32 mesi con quinagolide è stato verificato che la prolattinemia diminuiva in tutti i pazienti e che la dimensione del tumore si riduceva nel 55% dei pazienti con microadenomi e nel 75% dei pazienti con macroadenomi. Da notare che 10 delle 38 donne di questo studio rimasero gravide durante l'assunzione quinagolide pur essendo l'iperprolattinemia una nota causa di infertilità.
Molti studi sperimentali hanno comparato l'azione della quinagolide a quella della bromocriptina verificando che entrambi i farmaci riducono in modo significativo la prolattina sierica entro otto settimane dall'inizio del trattamento, ma quinagolide è decisamente meglio tollerata.
Inoltre sembra che in una rilevante percentuale di pazienti affetti da prolattinomi che si sono dimostrati resistenti al trattamento con bromocriptina si possa invece registrare una risposta soddisfacente a quinagolide.
Pertanto quinagolide dovrebbe essere considerato come trattamento di prima linea per i pazienti affetti da prolattinoma bromocriptina resistente.

## Farmacocinetica
Dopo somministrazione per via orale quinagolide viene ben assorbita dal tratto gastrointestinale. Il farmaco sembra subire un esteso metabolismo di primo passaggio. La maggior parte del farmaco viene metabolizzato dall'organismo ed i metaboliti vengono eliminati prevalentemente tramite escrezione nelle feci e nelle urine. L'emivita di quinagolide è variabile tra le 11 e le 17 ore.

## Usi clinici
Quinagolide è stata approvata per il trattamento della iperprolattinemia idiopatica e per l'iperprolattinemia secondaria a secrezione da parte di tumori ipofisari. In letteratura medica esistono diversi studi che ne attestano in particolare l'efficacia in soggetti con macroadenomi ipofisari.

## Effetti collaterali ed indesiderati
- Nausea e vomito
- Cefalea
- Stanchezza ed astenia
- Capogiro e vertigine

Più raramente possono verificarsi:
- Costipazione o diarrea
- Diminuzione dell'appetito
- Dolore addominale ed epigastralgia
- Ipotensione arteriosa
- Lipotimia
- Ritenzione idrica ed edema
- Rash cutaneo

## Controindicazioni
Il farmaco non deve essere assunto da soggetti con ipersensibilità nota al principio attivo, oppure ad uno qualsiasi degli eccipienti contenuti nella formulazione farmaceutica. È anche controindicata nei soggetti anziani, in coloro che sono affetti da gravi problemi di insufficienza epatica o renale e in pazienti affetti da psicosi.

## Dosi terapeutiche
Il farmaco viene somministrato per via orale, in genere una sola volta al giorno, al momento di coricarsi e preferibilmente con il cibo.
Il trattamento di solito viene iniziato con una dose di 25 µg (pari a 0.025 mg), che dopo tre giorni può essere aumentata a 50 µg, quindi a partire dal settimo giorno il dosaggio può raggiungere i 75 µg sempre in monosomministrazione. Se necessario, in base alla risposta individuale, il medico può aumentare la dose fino ad un massimodi 150 µg al giorno.